# Polêmica sobre os sindicatos na União Soviética
Polêmica ocorrida na URSS entre os anos de 1920 e 1921 no interior do Partido Comunista e do Governo em torno da relação dos sindicatos com o Estado e sua relação com a organização e direção da produção.
As discussões girava em como reorganizar a produção nacional em substituição ao Comunismo de Guerra, à medida que esse regime econômico gozava de desprestígio junto às massas e um reconhecido fracasso em seus resultados, bem evidenciado em crise econômica, recusa dos camponeses e nas greves. Surge uma dupla polêmica interna ao Partido sobre qual seria a forma de reorganizar a gestão da economia e o papel dos sindicatos e a relação desse com o Estado, conhecido como "polêmica em torno a questão sobre os sindicatos".

## Antecedentes do debate
Em meados de 1920, Trotski, após sua experiência na constituição do Exército Vermelho, passou a defender também a militarização dos sindicatos e a nomeação de seus dirigentes pelo governo.
Havia em 1921 uma crise econômica grave em decorrência da desestruturação da economia soviética causada pelos anos da Guerra Civil recém encerrada) e a  grande destruição do parque produtivo após anos de beligerância sucessiva a I Guerra Mundial, a Revolução Russa e a Guerra Civil).
Após a Revolução de Outubro e até o início da Guerra Civil, a gestão da produção era mista entre trabalhadores e os patrões que não emigraram ou exercidas por conselhos operários. Em outros casos, a gestão era exercida por funcionários públicos designados pelo Estado, ligados aos órgãos de planejamento, contudo, esses órgãos ainda eram muito rudimentares ou em formação. Os próprios sindicatos tinham um papel importante na organização da produção, interferindo parcial ou totalmente em alguns ramos da economia, através de nomeação de diretores nas empresas estatais e de delegados em conselhos diretores nas empresas de co-gestão.
Após a onda de protestos que culminou na Revolta de Kronstadt tornou-se claro que o Comunismo de Guerra não tinha mais utilidade a estrutura da produção do sociedade soviética. Os camponeses não aceitavam mais as requisições forçadas e os operários exigiam mais produtos, responsabilizando o governo bolchevique pela carestia e burocratização nas decisões econômicas. Uma grande parcela dos sindicatos haviam participado da Revolta ou organizado greves durante o período, contribuido para um desconfiança do Partido e do governo com eles. Inclusive, uma fração do Partido, muito ligado aos sindicatos havia apoiado as reivindicações da revolta, a chamada Oposição Operária.
Os bolcheviques após os graves eventos considerou a necessidade de reorganizar a produção e as políticas econômicas e reavaliar sua intervenção e a relação do Estado com os sindicatos, contudo havia diferenças quanto ao que fazer. A polêmica chegava ao auge.

## A militarização dos sindicatos
Trotski em 1920 havia sido encarregado de reorganizar o transporte ferroviário na Rússia. As estradas-de-ferro russas eram o setor da economia mais controlado pelos sindicatos. Trotski fez igualmente o que havia empreendido na constituição do Exército Vermelho. Colocou os ferroviários sob a lei marcial e intensificou o trabalho nas oficinas de reparos. Quando o sindicato protestou, afastou seus dirigentes e nomeou interventores. Agiu da mesma forma nos outros sindicatos de trabalhadores em transportes. Os resultados foram superiores às expectativas, as ferrovias e os transportes foram reabilitados muito antes do previsto. Entusiasmado pelo êxito passou a defender o que ficou chamado de "militarização dos sindicatos".
A ideia de militarização dos sindicatos, era semelhante ao que ele mesmo fez com as milícias operárias da Revolução de 1917, transformando-as no Exército Vermelho, vencedora da Guerra Civil. Outro efeito com essa medida, seria possível afastar agitadores irresponsáveis por sindicalistas preocupados com a produção. Essa proposta gozou de ampla antipátia entre os dirigentes sindicais e parte do Partido, e será usada anos mais tarde contra Trotski.

## O Décimo Congresso do Partido
Em novembro de 1920, Trotski reapresentou suas teses sobre os sindicatos ao Comitê Central sobre a necessidade de reorganizar imediatamente os sindicatos através da escolha o seu pessoal dirigente pelo Estado. Paralelamente, Preobrajenski e Bukharin, os mesmo dirigentes que anos antes haviam elaborado o projeto do Comunismo de Guerra,  lideraram um grupo constituído em sua maior parte por ex-participantes dos “Comunistas de Esquerda”, apresentavam outra tese durante o os preparativos do X Congresso do Partido. Consistia no estabelecimento de conselhos gestores para administrar a economia nacional, sob a participação direta dos sindicatos. Defendiam a ampliação da democratização na gestão e planejamento da economia, a planificação centralizada imediata e o estímulo da industrialização, à medida que o Estado Soviético aguardava a o eventual triunfo da revolução na Europa Ocidental.
No decorrer do debate, o grupo de Trotski e de Preobrajenski-Bukharin juntaram as suas propostas. Preobrajenski apoia publicamente a proposta de resolução apresentada por Bukharin e Trotski no X Congresso do Partido (março de 1921). A proposta costurada por Preobrajenski entre Bukharin e Trotski consistia em colocar essas entidades sob controle estatal, mas mantendo sua democracia interna, porém, dotando-as de papel de organismos dirigentes da economia nacional, pondo sob seu controle a administração das empresas e os órgãos de planejamento.
Essa proposição acabou minoritária, perdendo para a proposta apresentada por Lenin, de que o governo soviético adotasse um nova orientação de política econômica, que foi batizada de NEP (Nova Política Econômica) - a reorientação da linha econômica do Partido iniciada na primavera de 1921).

## Lênin e a NEP
Lênin se opôs duramente a Trotski. Este sustentava que o Estado proletário deveria nomear os dirigentes dos sindicatos, argumentando que, dessa forma estaria garantida a unidade entre os interesses do Estado e da classe operária. Lênin contra-argumentou que sob o Estado estão diversos outros interesses representados como o do campesinato. Além disso, havia fatores desestabilizadores em detrimento da vontade dos trabalhadores a "herança estatal" do Antigo Regime e as pressões pró-burocratização do novo regime.
Por isso, Lênin defendia que se mantive que as direções sindicais fossem eleitas diretamente pelos operários para assegurar um meio de defender seus interesses contra Estado. Lênin foi contra essa proposta e a maioria do Comitê Central o acompanhou, em parte pela influência do próprio Lênin.
A alternativa adotada foi a proposta de Lênin de abandono do Comunismo de Guerra e de constituição de uma Nova Política Econômica pelo Estado Soviético, a chamada NEP, que assegurou a liberalização do mercado aos produtores agrícolas e urbanos e a concessões e autorizações ao grande capital industrial internacional. A NEP deveria ser acompanhada pela formação de uma tecnocracia eficiente forjada nos quadros operários e ideologicamente ligada aos ideais da revolução.

## Um debate parcialmente não encerrado
Apesar da adoção da NEP o debate sobre a economia soviética não foi totalmente encerrado. Por um lado, tal situação levou desconforto dentro do Partido, resultando no afastamento de Preobrajenski da frente da secretaria do Politburo (cargo equivalente ao de Secretário Geral), e do recolhimento subsequentes dos debates políticos, tanto de Trotski (até 1923), como por Bukharin (que retornará apenas após o afastamento de Trotski da cupúla do Partido).
Por outro lado, as relações e problemas não resolvidos, ou mesmo aprofundados, pela NEP reapareceram em 1923, com a Crise das Tesouras e crises posteriores. E ainda com ocorrência das oposições dentro do Partido, como a Oposição de Esquerda e a Oposição Unificada. Por fim, os sindicatos, com a consolidação do stalinismo, acabaram ao fim da década de 1920 sob o controle a ferro-e-fogo do Partido e do Estado pela ação legal e da repressão. O planejamento centralizado acabou aplicado.